# Cuarteto de cuerda n.º 19 (Mozart)

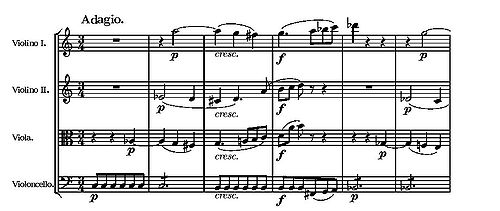
Inicio del primer movimiento.

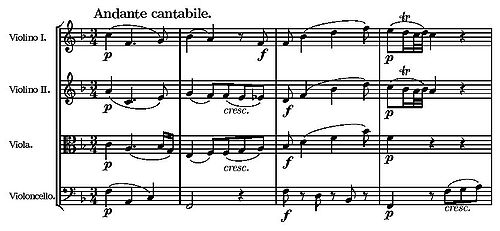
Inicio del segundo movimiento.

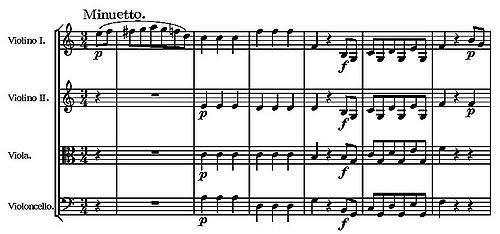
Inicio del tercer movimiento.

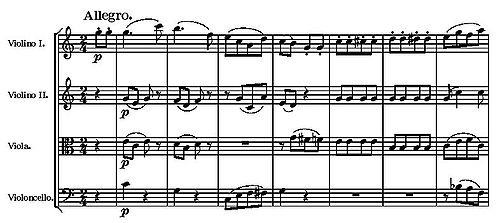
Inicio del cuarto movimiento.

El Cuarteto de cuerdas n.º 19 en do mayor, K. 465, de Wolfgang Amadeus Mozart, conocido como Cuarteto de las disonancias debido a su inusual introducción breve, es quizá el más famoso de sus cuartetos. Es el último de la serie de los Cuartetos dedicados a Haydn, compuestos entre 1782-1785 en honor del compositor y amigo de Mozart Joseph Haydn, considerado generalmente como el «padre del cuarteto de cuerda».
De acuerdo con el catálogo de obras de Mozart, fue iniciado el año anterior y completado el 14 de enero de 1785.

## Estructura
Consta de cuatro movimientos:
1. Adagio-allegro.
2. Andante cantábile (en fa mayor).
3. Menuetto. Allegro (en do mayor, trío en do menor).
4. Allegro molto.

El primer movimiento se inicia con un siniestro y silencioso pasaje en el violonchelo, al que se unen sucesivamente la viola (con un la♭ que se desplaza hacia un sol), el segundo violín (un mi♭) y el primer violín (con un la), creando así la «disonancia» en sí misma y esquivando por poco una disonancia aún más grande.
Esta carencia de una armonía y de una tonalidad claramente delimitadas continua a lo largo de la introducción lenta antes de resolver en el brillante do mayor de la sección de Allegro del primer movimiento, que está en forma sonata.
Mozart comienza (Listen) a usar escalas cromáticas y de tonos enteros para trazar intervalos de cuarta. Las líneas con forma de arco que hacen resaltar las cuartas del primer violín (do-fa-do) y del violonchelo (sol-do-do'-sol') están combinadas con líneas que recalcan los intervalos de quinta del segundo violín y de la viola. En torno a la barra de compás que divide los compases segundo y tercero del ejemplo puede apreciarse en el segundo violín. En su Cuarteto de cuerda n.º 18 (KV 464), tales suspensiones de cuartas son muy prominentes.
El segundo movimiento esta en forma sonatina, es decir, carece de sección de desarrollo. Acerca de la coda de este movimiento, Alfred Einstein escribe que «el primer violín expresa abiertamente que parece estar oculto bajo el diálogo del tema subordinado».
El tercer movimiento es un minueto y trío, con el exuberante carácter del minueto oscurecido en el do menor del trío.
El último movimiento está escrito también en forma sonata.